# 嵐ヨシユキ
嵐 ヨシユキ（らん - 、本名：田宮 淑行（たみや よしゆき）、1955年4月15日 - 2022年7月4日）は、神奈川県横浜市戸塚区出身のプロデューサー、歌手、ドラマー。横浜銀蝿のメンバー。
身長：170cm、体重：70kg。血液型：AB型。 湘南工科大学附属高等学校卒業、関東学院大学を8年通って除籍。 所属事務所はユタカプロダクション → 嵐レコード。公認候補者として所属した自由連合では組織委員会文化局次長を務めた。

## 来歴
1980年代前半に登場したロックンロールバンド、横浜銀蝿のメンバーとして、ドラムを担当。本名の"タミヤヨシユキ"名義で何曲か作詞・作曲・編曲しており、中でも『ツッパリHigh School Rock'n Roll(登校編)』が大ヒットした。
1983年12月31日横浜銀蝿解散。
2001年に行われた第19回参議院議員通常選挙に、自由連合公認で比例区から立候補したが落選している。
2004年、脳梗塞で倒れ入院。小脳の半分を切除した。翌年奇跡的に復活し、ステージに立つ。
2006年、横浜銀蝿25周年コンサートではドラムを叩く姿を見せている。
2009年、黒船テレビを立ち上げる。
2013年、自身のリハビリバンド『THE CALVER』を結成。ヴｫーカルを務めている。
2020年、1年間限定でJohnnyが復活し「横浜銀蝿40th」として、オリジナルメンバー4人での活動開始。
2022年7月4日、肺炎のため神奈川県川崎市の病院で死去。67歳没。

## ディスコグラフィ

### CDシングル
| # | タイトル    | 発売日         | レーベル | 規格      | 品番     | 最高位 |
| - | ----------- | -------------- | -------- | --------- | -------- | ------ |
| 1 | 走れ!!30代! | 1993年10月21日 | Columbia | 8センチCD | CODA-262 |        |

### CDアルバム
| # | タイトル  | 発売日        | レーベル | 規格 | 品番       | 最高位 |
| - | --------- | ------------- | -------- | ---- | ---------- | ------ |
| 1 | 生涯現役! | 2016年3月23日 | SOLID    | CD   | CDSOL-1725 |        |

## 出演作品

### 映画
- 白蛇抄（1982年）
- サラ忍マン（1997年）
- TOKYO 10+01 TOKYO ELEVEN（2002年） - 男爵役
- 修羅の荒野（2008年）
- 商店街な人 (2011年、高橋和勧 監督）

### テレビ
- 1億人のラブコール あの人に逢いたい91（1991年、TBS）
- のりゆきのトークDE北海道（北海道文化放送）
- どうーなってるの?!（フジテレビ）
- めちゃ²モテたいッ!（フジテレビ） - モテたいッ!トーク
- SMAP×SMAP（1996年6月10日、関西テレビ・フジテレビ） - 歌のコーナー
- 週刊えみぃSHOW（読売テレビ） - 芸能人お宝対決
- おんな酒場放浪記（BS-TBS、2015年4月4日） - 二子新地の居酒屋『㐂月（きげつ）』の常連客の一人として出演
- すじがねファンです!（2019年10月24日、テレビ朝日）

### 舞台
- 天国の出口

#### アニメ
- 湘南爆走族－残された走り屋たち－（1986年）- 茂岡義重役

### ラジオ
- カーナビラジオ午後一番!（2001年8月23日・11月27日、HBCラジオ）
- テリーとたい平のってけラジオ（2008年、ニッポン放送）
- 黒船ラジオ（2011年－、FMドラマシティ、ラヂオつくば）

#### インターネット配信
- Club SHOWTIME（2008年2月－2009年4月、nakano＠deress）
- HIT AND RAN（2008年10月－2009年9月、nakano＠deress）
- アスクル（2009年5月－2009年7月、nakano＠deress）
- 横浜城（2009年10月－、黒船テレビ）
- 食わずに死ねるか（2012年10月－、黒船テレビ）

## 出版物

### 著書
- 横浜銀蠅・嵐『散りぎわ 死にぎわ〜不良少年のすすめ〜』ワニブックス、1983年11月28日。ISBN 978-4584200636。

### 雑誌連載
- EX MAX! SPECIAL（ぶんか社） 嵐ヨシユキの「パン買って来い！」 （2008年8月11日〜)